# Tour de Normandie 2018
La 38e édition du Tour de Normandie s'est tenue du 19 au 25 mars 2018. La course fait partie du calendrier UCI Europe Tour 2018 en catégorie 2.2.

## Présentation

### Équipes
Classé en catégorie 2.2 de l'UCI Europe Tour, le Tour de Normandie est par conséquent ouvert aux équipes continentales professionnelles françaises, ainsi qu'à un maximum de deux étrangères, aux équipes continentales, aux équipes nationales et aux équipes régionales et de clubs.
Vingt-cinq équipes participent à ce Tour de Normandie :
| Équipe continentale professionnelle- Holowesko-Citadel Équipes continentales (17)- AGO-Aqua Service - ColoQuick - Coop - Delta Cycling Rotterdam - Elkov-Author - Heizomat rad-net.de - JLT Condor - Team Joker Icopal - Leopard - LKT Team Brandenburg - Madison Genesis - Metec-TKH-Mantel - Polartec-Kometa - Riwal CeramicSpeed - SEG Racing Academy - Uno-X Norwegian Development - Virtu Cycling Équipe nationale- Russie Équipes régionales et de clubs (6)- CC Nogent-sur-Oise - GSC Blagnac Vélo Sport 31 - IAM Excelsior - VC Pays de Loudéac - VC Rouen 76 - Vendée U Pays de la Loire |
| |

## Étapes
| Étape     | Date    | Villes étapes                       | type            | Distance (km) | Vainqueur d'étape   | Leader du classement général |
| --------- | ------- | ----------------------------------- | --------------- | ------------- | ------------------- | ---------------------------- |
| 1re étape | 19 mars | Saint-Pierre-en-Auge – Le Neubourg  | étape de plaine | 150           | Fabian Lienhard     | Fabian Lienhard              |
| 2e étape  | 20 mars | Évreux – Forges-les-Eaux            | étape de plaine | 156           | Clément Orceau      | Fabian Lienhard              |
| 3e étape  | 21 mars | Yvetot – Elbeuf                     | étape de plaine | 138           | Johim Ariesen       | Fabian Lienhard              |
| 4e étape  | 22 mars | Évrecy – Argentan                   | étape de plaine | 150,2         | Matteo Moschetti    | Fabian Lienhard              |
| 5e étape  | 23 mars | Villers-Bocage – Bagnoles-de-l'Orne | étape de plaine | 174,5         | Julius van den Berg | Thomas Stewart               |
| 6e étape  | 24 mars | Granville – La Haye                 | étape de plaine | 158,5         | Matthew Gibson      | Thomas Stewart               |
| 7e étape  | 25 mars | La Haye – Caen                      | étape de plaine | 151,5         | Matteo Moschetti    | Thomas Stewart               |

## Déroulement de la course

### 1reétape
| \| Classement de l'étape \| Classement de l'étape \| Classement de l'étape \| Classement de l'étape \| Classement de l'étape \| \| Coureur \| Coureur \| Pays \| Équipe \| Temps \| \| --------------------- \| --------------------- \| --------------------- \| ----------------------- \| --------------------- \| \| 1er \| Fabian Lienhard \| Suisse \| Holowesko Citadel \| 3 h 53 min 16 s \| \| 2e \| Cees Bol \| Pays-Bas \| SEG Racing Academy \| + 0 s \| \| 3e \| Jason van Dalen \| Pays-Bas \| Delta Cycling Rotterdam \| + 0 s \| \| 4e \| Awet Habtom \| Érythrée \| Polartec-Kometa \| + 3 s \| \| 5e \| Nicolai Brøchner \| Danemark \| Holowesko Citadel \| + 5 s \| \| 6e \| Matteo Moschetti \| Italie \| Polartec-Kometa \| + 5 s \| \| 7e \| Matthew Gibson \| Royaume-Uni \| JLT Condor \| + 5 s \| \| 8e \| Trond Trondsen \| Norvège \| Team Coop \| + 5 s \| \| 9e \| Alexander Krieger \| Allemagne \| Leopard Pro Cycling \| + 5 s \| \| 10e \| Kasper Asgreen \| Danemark \| Virtu Cycling \| + 5 s \| |                   |             |                         |                 |
| |                   |             |                         |                 |
| |                   |             |                         |                 |
| Classement de l'étape |                   |             |                         |                 |
| Coureur | Coureur           | Pays        | Équipe                  | Temps           |
| 1er | Fabian Lienhard   | Suisse      | Holowesko Citadel       | 3 h 53 min 16 s |
| 2e | Cees Bol          | Pays-Bas    | SEG Racing Academy      | + 0 s           |
| 3e | Jason van Dalen   | Pays-Bas    | Delta Cycling Rotterdam | + 0 s           |
| 4e | Awet Habtom       | Érythrée    | Polartec-Kometa         | + 3 s           |
| 5e | Nicolai Brøchner  | Danemark    | Holowesko Citadel       | + 5 s           |
| 6e | Matteo Moschetti  | Italie      | Polartec-Kometa         | + 5 s           |
| 7e | Matthew Gibson    | Royaume-Uni | JLT Condor              | + 5 s           |
| 8e | Trond Trondsen    | Norvège     | Team Coop               | + 5 s           |
| 9e | Alexander Krieger | Allemagne   | Leopard Pro Cycling     | + 5 s           |
| 10e | Kasper Asgreen    | Danemark    | Virtu Cycling           | + 5 s           |

| \| Classement général \| Classement général \| Classement général \| Classement général \| Classement général \| \| Coureur \| Coureur \| Pays \| Équipe \| Temps \| \| ------------------ \| ------------------ \| ------------------ \| ----------------------- \| ------------------ \| \| 1er \| Fabian Lienhard \| Suisse \| Holowesko Citadel \| 3 h 53 min 06 s \| \| 2e \| Cees Bol \| Pays-Bas \| SEG Racing Academy \| + 4 s \| \| 3e \| Jason van Dalen \| Pays-Bas \| Delta Cycling Rotterdam \| + 6 s \| \| 4e \| Krister Hagen \| Norvège \| Team Coop \| + 9 s \| \| 5e \| Yann Guyot \| France \| VC Rouen 76 \| + 12 s \| \| 6e \| Awet Habtom \| Érythrée \| Polartec-Kometa \| + 13 s \| \| 7e \| Nicolai Brøchner \| Danemark \| Holowesko Citadel \| + 15 s \| \| 8e \| Matteo Moschetti \| Italie \| Polartec-Kometa \| + 15 s \| \| 9e \| Matthew Gibson \| Royaume-Uni \| JLT Condor \| + 15 s \| \| 10e \| Trond Trondsen \| Norvège \| Team Coop \| + 15 s \| |                  |             |                         |                 |
| |                  |             |                         |                 |
| |                  |             |                         |                 |
| Classement général |                  |             |                         |                 |
| Coureur | Coureur          | Pays        | Équipe                  | Temps           |
| 1er | Fabian Lienhard  | Suisse      | Holowesko Citadel       | 3 h 53 min 06 s |
| 2e | Cees Bol         | Pays-Bas    | SEG Racing Academy      | + 4 s           |
| 3e | Jason van Dalen  | Pays-Bas    | Delta Cycling Rotterdam | + 6 s           |
| 4e | Krister Hagen    | Norvège     | Team Coop               | + 9 s           |
| 5e | Yann Guyot       | France      | VC Rouen 76             | + 12 s          |
| 6e | Awet Habtom      | Érythrée    | Polartec-Kometa         | + 13 s          |
| 7e | Nicolai Brøchner | Danemark    | Holowesko Citadel       | + 15 s          |
| 8e | Matteo Moschetti | Italie      | Polartec-Kometa         | + 15 s          |
| 9e | Matthew Gibson   | Royaume-Uni | JLT Condor              | + 15 s          |
| 10e | Trond Trondsen   | Norvège     | Team Coop               | + 15 s          |

### 2eétape
| \| Classement de l'étape \| Classement de l'étape \| Classement de l'étape \| Classement de l'étape \| Classement de l'étape \| \| Coureur \| Coureur \| Pays \| Équipe \| Temps \| \| --------------------- \| --------------------- \| --------------------- \| ------------------------- \| --------------------- \| \| 1er \| Clément Orceau \| France \| Vendée U Pays de la Loire \| 4 h 03 min 32 s \| \| 2e \| Matthew Gibson \| Royaume-Uni \| JLT Condor \| + 0 s \| \| 3e \| Nicolai Brøchner \| Danemark \| Holowesko Citadel \| + 0 s \| \| 4e \| Juan Camacho \| Espagne \| Polartec-Kometa \| + 0 s \| \| 5e \| Alexander Krieger \| Allemagne \| Leopard Pro Cycling \| + 0 s \| \| 6e \| Matteo Moschetti \| Italie \| Polartec-Kometa \| + 0 s \| \| 7e \| Johim Ariesen \| Pays-Bas \| Metec-TKH-Mantel \| + 0 s \| \| 8e \| Trond Trondsen \| Norvège \| Team Coop \| + 0 s \| \| 9e \| Adrien Carpentier \| France \| CC Nogent-sur-Oise \| + 0 s \| \| 10e \| Jonas Bokeloh \| Allemagne \| LKT Team Brandenburg \| + 0 s \| |                   |             |                           |                 |
| |                   |             |                           |                 |
| |                   |             |                           |                 |
| Classement de l'étape |                   |             |                           |                 |
| Coureur | Coureur           | Pays        | Équipe                    | Temps           |
| 1er | Clément Orceau    | France      | Vendée U Pays de la Loire | 4 h 03 min 32 s |
| 2e | Matthew Gibson    | Royaume-Uni | JLT Condor                | + 0 s           |
| 3e | Nicolai Brøchner  | Danemark    | Holowesko Citadel         | + 0 s           |
| 4e | Juan Camacho      | Espagne     | Polartec-Kometa           | + 0 s           |
| 5e | Alexander Krieger | Allemagne   | Leopard Pro Cycling       | + 0 s           |
| 6e | Matteo Moschetti  | Italie      | Polartec-Kometa           | + 0 s           |
| 7e | Johim Ariesen     | Pays-Bas    | Metec-TKH-Mantel          | + 0 s           |
| 8e | Trond Trondsen    | Norvège     | Team Coop                 | + 0 s           |
| 9e | Adrien Carpentier | France      | CC Nogent-sur-Oise        | + 0 s           |
| 10e | Jonas Bokeloh     | Allemagne   | LKT Team Brandenburg      | + 0 s           |

| \| Classement général \| Classement général \| Classement général \| Classement général \| Classement général \| \| Coureur \| Coureur \| Pays \| Équipe \| Temps \| \| ------------------ \| ------------------ \| ------------------ \| ------------------------- \| ------------------ \| \| 1er \| Fabian Lienhard \| Suisse \| Holowesko Citadel \| 7 h 56 min 35 s \| \| 2e \| Cees Bol \| Pays-Bas \| SEG Racing Academy \| + 6 s \| \| 3e \| Jason van Dalen \| Pays-Bas \| Delta Cycling Rotterdam \| + 7 s \| \| 4e \| Clément Orceau \| France \| Vendée U Pays de la Loire \| + 8 s \| \| 5e \| Krister Hagen \| Norvège \| Team Coop \| + 11 s \| \| 6e \| Matthew Gibson \| Royaume-Uni \| JLT Condor \| + 12 s \| \| 7e \| Nicolai Brøchner \| Danemark \| Holowesko Citadel \| + 14 s \| \| 8e \| Bjørn Tore Hoem \| Norvège \| Joker Icopal \| + 15 s \| \| 9e \| Yann Guyot \| France \| VC Rouen 76 \| + 15 s \| \| 10e \| Awet Habtom \| Érythrée \| Polartec-Kometa \| + 16 s \| |                  |             |                           |                 |
| |                  |             |                           |                 |
| |                  |             |                           |                 |
| Classement général |                  |             |                           |                 |
| Coureur | Coureur          | Pays        | Équipe                    | Temps           |
| 1er | Fabian Lienhard  | Suisse      | Holowesko Citadel         | 7 h 56 min 35 s |
| 2e | Cees Bol         | Pays-Bas    | SEG Racing Academy        | + 6 s           |
| 3e | Jason van Dalen  | Pays-Bas    | Delta Cycling Rotterdam   | + 7 s           |
| 4e | Clément Orceau   | France      | Vendée U Pays de la Loire | + 8 s           |
| 5e | Krister Hagen    | Norvège     | Team Coop                 | + 11 s          |
| 6e | Matthew Gibson   | Royaume-Uni | JLT Condor                | + 12 s          |
| 7e | Nicolai Brøchner | Danemark    | Holowesko Citadel         | + 14 s          |
| 8e | Bjørn Tore Hoem  | Norvège     | Joker Icopal              | + 15 s          |
| 9e | Yann Guyot       | France      | VC Rouen 76               | + 15 s          |
| 10e | Awet Habtom      | Érythrée    | Polartec-Kometa           | + 16 s          |

### 3eétape
| \| Classement de l'étape \| Classement de l'étape \| Classement de l'étape \| Classement de l'étape \| Classement de l'étape \| \| Coureur \| Coureur \| Pays \| Équipe \| Temps \| \| --------------------- \| ---------------------- \| --------------------- \| ----------------------- \| --------------------- \| \| 1er \| Johim Ariesen \| Pays-Bas \| Metec-TKH-Mantel \| 3 h 00 min 45 s \| \| 2e \| Fabian Lienhard \| Suisse \| Holowesko Citadel \| + 0 s \| \| 3e \| Luuc Bugter \| Pays-Bas \| Delta Cycling Rotterdam \| + 0 s \| \| 4e \| Nicolai Brøchner \| Danemark \| Holowesko Citadel \| + 0 s \| \| 5e \| Trond Trondsen \| Norvège \| Team Coop \| + 0 s \| \| 6e \| Matteo Moschetti \| Italie \| Polartec-Kometa \| + 0 s \| \| 7e \| Jonas Aaen Jørgensen \| Danemark \| Riwal CeramicSpeed \| + 0 s \| \| 8e \| Asbjørn Kragh Andersen \| Danemark \| Virtu Cycling \| + 0 s \| \| 9e \| Jason van Dalen \| Pays-Bas \| Delta Cycling Rotterdam \| + 0 s \| \| 10e \| Miguel Bryon \| États-Unis \| Holowesko Citadel \| + 0 s \| |                        |            |                         |                 |
| |                        |            |                         |                 |
| |                        |            |                         |                 |
| Classement de l'étape |                        |            |                         |                 |
| Coureur | Coureur                | Pays       | Équipe                  | Temps           |
| 1er | Johim Ariesen          | Pays-Bas   | Metec-TKH-Mantel        | 3 h 00 min 45 s |
| 2e | Fabian Lienhard        | Suisse     | Holowesko Citadel       | + 0 s           |
| 3e | Luuc Bugter            | Pays-Bas   | Delta Cycling Rotterdam | + 0 s           |
| 4e | Nicolai Brøchner       | Danemark   | Holowesko Citadel       | + 0 s           |
| 5e | Trond Trondsen         | Norvège    | Team Coop               | + 0 s           |
| 6e | Matteo Moschetti       | Italie     | Polartec-Kometa         | + 0 s           |
| 7e | Jonas Aaen Jørgensen   | Danemark   | Riwal CeramicSpeed      | + 0 s           |
| 8e | Asbjørn Kragh Andersen | Danemark   | Virtu Cycling           | + 0 s           |
| 9e | Jason van Dalen        | Pays-Bas   | Delta Cycling Rotterdam | + 0 s           |
| 10e | Miguel Bryon           | États-Unis | Holowesko Citadel       | + 0 s           |

| \| Classement général \| Classement général \| Classement général \| Classement général \| Classement général \| \| Coureur \| Coureur \| Pays \| Équipe \| Temps \| \| ------------------ \| ------------------ \| ------------------ \| ------------------------- \| ------------------ \| \| 1er \| Fabian Lienhard \| Suisse \| Holowesko Citadel \| 10 h 57 min 12 s \| \| 2e \| Cees Bol \| Pays-Bas \| SEG Racing Academy \| + 11 s \| \| 3e \| Matthew Gibson \| Royaume-Uni \| JLT Condor \| + 15 s \| \| 4e \| Jason van Dalen \| Pays-Bas \| Delta Cycling Rotterdam \| + 15 s \| \| 5e \| Johim Ariesen \| Pays-Bas \| Metec-TKH-Mantel \| + 16 s \| \| 6e \| Clément Orceau \| France \| Vendée U Pays de la Loire \| + 16 s \| \| 7e \| Krister Hagen \| Norvège \| Team Coop \| + 19 s \| \| 8e \| Nicolai Brøchner \| Danemark \| Holowesko Citadel \| + 22 s \| \| 9e \| Bjørn Tore Hoem \| Norvège \| Joker Icopal \| + 23 s \| \| 10e \| Yann Guyot \| France \| VC Rouen 76 \| + 23 s \| |                  |             |                           |                  |
| |                  |             |                           |                  |
| |                  |             |                           |                  |
| Classement général |                  |             |                           |                  |
| Coureur | Coureur          | Pays        | Équipe                    | Temps            |
| 1er | Fabian Lienhard  | Suisse      | Holowesko Citadel         | 10 h 57 min 12 s |
| 2e | Cees Bol         | Pays-Bas    | SEG Racing Academy        | + 11 s           |
| 3e | Matthew Gibson   | Royaume-Uni | JLT Condor                | + 15 s           |
| 4e | Jason van Dalen  | Pays-Bas    | Delta Cycling Rotterdam   | + 15 s           |
| 5e | Johim Ariesen    | Pays-Bas    | Metec-TKH-Mantel          | + 16 s           |
| 6e | Clément Orceau   | France      | Vendée U Pays de la Loire | + 16 s           |
| 7e | Krister Hagen    | Norvège     | Team Coop                 | + 19 s           |
| 8e | Nicolai Brøchner | Danemark    | Holowesko Citadel         | + 22 s           |
| 9e | Bjørn Tore Hoem  | Norvège     | Joker Icopal              | + 23 s           |
| 10e | Yann Guyot       | France      | VC Rouen 76               | + 23 s           |

### 4eétape
| \| Classement de l'étape \| Classement de l'étape \| Classement de l'étape \| Classement de l'étape \| Classement de l'étape \| \| Coureur \| Coureur \| Pays \| Équipe \| Temps \| \| --------------------- \| ---------------------- \| --------------------- \| ------------------------- \| --------------------- \| \| 1er \| Matteo Moschetti \| Italie \| Polartec-Kometa \| 3 h 21 min 00 s \| \| 2e \| Nicolai Brøchner \| Danemark \| Holowesko Citadel \| + 0 s \| \| 3e \| Matthew Gibson \| Royaume-Uni \| JLT Condor \| + 0 s \| \| 4e \| Cees Bol \| Pays-Bas \| SEG Racing Academy \| + 0 s \| \| 5e \| Clément Orceau \| France \| Vendée U Pays de la Loire \| + 0 s \| \| 6e \| Maximilien Picoux \| Belgique \| VC Rouen 76 \| + 0 s \| \| 7e \| Fabian Lienhard \| Suisse \| Holowesko Citadel \| + 0 s \| \| 8e \| Tobyn Horton \| Royaume-Uni \| Madison Genesis \| + 0 s \| \| 9e \| Asbjørn Kragh Andersen \| Danemark \| Virtu Cycling \| + 0 s \| \| 10e \| Alexander Krieger \| Allemagne \| Leopard Pro Cycling \| + 0 s \| |                        |             |                           |                 |
| |                        |             |                           |                 |
| |                        |             |                           |                 |
| Classement de l'étape |                        |             |                           |                 |
| Coureur | Coureur                | Pays        | Équipe                    | Temps           |
| 1er | Matteo Moschetti       | Italie      | Polartec-Kometa           | 3 h 21 min 00 s |
| 2e | Nicolai Brøchner       | Danemark    | Holowesko Citadel         | + 0 s           |
| 3e | Matthew Gibson         | Royaume-Uni | JLT Condor                | + 0 s           |
| 4e | Cees Bol               | Pays-Bas    | SEG Racing Academy        | + 0 s           |
| 5e | Clément Orceau         | France      | Vendée U Pays de la Loire | + 0 s           |
| 6e | Maximilien Picoux      | Belgique    | VC Rouen 76               | + 0 s           |
| 7e | Fabian Lienhard        | Suisse      | Holowesko Citadel         | + 0 s           |
| 8e | Tobyn Horton           | Royaume-Uni | Madison Genesis           | + 0 s           |
| 9e | Asbjørn Kragh Andersen | Danemark    | Virtu Cycling             | + 0 s           |
| 10e | Alexander Krieger      | Allemagne   | Leopard Pro Cycling       | + 0 s           |

| \| Classement général \| Classement général \| Classement général \| Classement général \| Classement général \| \| Coureur \| Coureur \| Pays \| Équipe \| Temps \| \| ------------------ \| ------------------ \| ------------------ \| ------------------------- \| ------------------ \| \| 1er \| Fabian Lienhard \| Suisse \| Holowesko Citadel \| 14 h 18 min 12 s \| \| 2e \| Matthew Gibson \| Royaume-Uni \| JLT Condor \| + 9 s \| \| 3e \| Cees Bol \| Pays-Bas \| SEG Racing Academy \| + 11 s \| \| 4e \| Jason van Dalen \| Pays-Bas \| Delta Cycling Rotterdam \| + 15 s \| \| 5e \| Nicolai Brøchner \| Danemark \| Holowesko Citadel \| + 16 s \| \| 6e \| Matteo Moschetti \| Italie \| Polartec-Kometa \| + 16 s \| \| 7e \| Johim Ariesen \| Pays-Bas \| Metec-TKH-Mantel \| + 16 s \| \| 8e \| Clément Orceau \| France \| Vendée U Pays de la Loire \| + 16 s \| \| 9e \| Krister Hagen \| Norvège \| Team Coop \| + 19 s \| \| 10e \| Bjørn Tore Hoem \| Norvège \| Joker Icopal \| + 22 s \| |                  |             |                           |                  |
| |                  |             |                           |                  |
| |                  |             |                           |                  |
| Classement général |                  |             |                           |                  |
| Coureur | Coureur          | Pays        | Équipe                    | Temps            |
| 1er | Fabian Lienhard  | Suisse      | Holowesko Citadel         | 14 h 18 min 12 s |
| 2e | Matthew Gibson   | Royaume-Uni | JLT Condor                | + 9 s            |
| 3e | Cees Bol         | Pays-Bas    | SEG Racing Academy        | + 11 s           |
| 4e | Jason van Dalen  | Pays-Bas    | Delta Cycling Rotterdam   | + 15 s           |
| 5e | Nicolai Brøchner | Danemark    | Holowesko Citadel         | + 16 s           |
| 6e | Matteo Moschetti | Italie      | Polartec-Kometa           | + 16 s           |
| 7e | Johim Ariesen    | Pays-Bas    | Metec-TKH-Mantel          | + 16 s           |
| 8e | Clément Orceau   | France      | Vendée U Pays de la Loire | + 16 s           |
| 9e | Krister Hagen    | Norvège     | Team Coop                 | + 19 s           |
| 10e | Bjørn Tore Hoem  | Norvège     | Joker Icopal              | + 22 s           |

### 5eétape
| \| Classement de l'étape \| Classement de l'étape \| Classement de l'étape \| Classement de l'étape \| Classement de l'étape \| \| Coureur \| Coureur \| Pays \| Équipe \| Temps \| \| --------------------- \| --------------------- \| --------------------- \| ------------------------- \| --------------------- \| \| 1er \| Julius van den Berg \| Pays-Bas \| SEG Racing Academy \| 4 h 16 min 34 s \| \| 2e \| Emil Vinjebo \| Danemark \| ColoQuick \| + 0 s \| \| 3e \| Thomas Stewart \| Royaume-Uni \| JLT Condor \| + 1 s \| \| 4e \| Alexander Krieger \| Allemagne \| Leopard Pro Cycling \| + 1 s \| \| 5e \| Jonas Aaen Jørgensen \| Danemark \| Riwal CeramicSpeed \| + 1 s \| \| 6e \| Bjørn Tore Hoem \| Norvège \| Joker Icopal \| + 1 s \| \| 7e \| John Murphy \| États-Unis \| Holowesko Citadel \| + 16 s \| \| 8e \| Trond Trondsen \| Norvège \| Team Coop \| + 16 s \| \| 9e \| Jason van Dalen \| Pays-Bas \| Delta Cycling Rotterdam \| + 19 s \| \| 10e \| Marlon Gaillard \| France \| Vendée U Pays de la Loire \| + 19 s \| |                      |             |                           |                 |
| |                      |             |                           |                 |
| |                      |             |                           |                 |
| Classement de l'étape |                      |             |                           |                 |
| Coureur | Coureur              | Pays        | Équipe                    | Temps           |
| 1er | Julius van den Berg  | Pays-Bas    | SEG Racing Academy        | 4 h 16 min 34 s |
| 2e | Emil Vinjebo         | Danemark    | ColoQuick                 | + 0 s           |
| 3e | Thomas Stewart       | Royaume-Uni | JLT Condor                | + 1 s           |
| 4e | Alexander Krieger    | Allemagne   | Leopard Pro Cycling       | + 1 s           |
| 5e | Jonas Aaen Jørgensen | Danemark    | Riwal CeramicSpeed        | + 1 s           |
| 6e | Bjørn Tore Hoem      | Norvège     | Joker Icopal              | + 1 s           |
| 7e | John Murphy          | États-Unis  | Holowesko Citadel         | + 16 s          |
| 8e | Trond Trondsen       | Norvège     | Team Coop                 | + 16 s          |
| 9e | Jason van Dalen      | Pays-Bas    | Delta Cycling Rotterdam   | + 19 s          |
| 10e | Marlon Gaillard      | France      | Vendée U Pays de la Loire | + 19 s          |

| \| Classement général \| Classement général \| Classement général \| Classement général \| Classement général \| \| Coureur \| Coureur \| Pays \| Équipe \| Temps \| \| ------------------ \| -------------------- \| ------------------ \| ----------------------- \| ------------------ \| \| 1er \| Thomas Stewart \| Royaume-Uni \| JLT Condor \| 18 h 35 min 08 s \| \| 2e \| Bjørn Tore Hoem \| Norvège \| Joker Icopal \| + 1 s \| \| 3e \| Julius van den Berg \| Pays-Bas \| SEG Racing Academy \| + 3 s \| \| 4e \| Alexander Krieger \| Allemagne \| Leopard Pro Cycling \| + 5 s \| \| 5e \| Jonas Aaen Jørgensen \| Danemark \| Riwal CeramicSpeed \| + 5 s \| \| 6e \| Jason van Dalen \| Pays-Bas \| Delta Cycling Rotterdam \| + 9 s \| \| 7e \| Emil Vinjebo \| Danemark \| ColoQuick \| + 9 s \| \| 8e \| Trond Trondsen \| Norvège \| Team Coop \| + 20 s \| \| 9e \| John Murphy \| États-Unis \| Holowesko Citadel \| + 20 s \| \| 10e \| Fabian Lienhard \| Suisse \| Holowesko Citadel \| + 27 s \| |                      |             |                         |                  |
| |                      |             |                         |                  |
| |                      |             |                         |                  |
| Classement général |                      |             |                         |                  |
| Coureur | Coureur              | Pays        | Équipe                  | Temps            |
| 1er | Thomas Stewart       | Royaume-Uni | JLT Condor              | 18 h 35 min 08 s |
| 2e | Bjørn Tore Hoem      | Norvège     | Joker Icopal            | + 1 s            |
| 3e | Julius van den Berg  | Pays-Bas    | SEG Racing Academy      | + 3 s            |
| 4e | Alexander Krieger    | Allemagne   | Leopard Pro Cycling     | + 5 s            |
| 5e | Jonas Aaen Jørgensen | Danemark    | Riwal CeramicSpeed      | + 5 s            |
| 6e | Jason van Dalen      | Pays-Bas    | Delta Cycling Rotterdam | + 9 s            |
| 7e | Emil Vinjebo         | Danemark    | ColoQuick               | + 9 s            |
| 8e | Trond Trondsen       | Norvège     | Team Coop               | + 20 s           |
| 9e | John Murphy          | États-Unis  | Holowesko Citadel       | + 20 s           |
| 10e | Fabian Lienhard      | Suisse      | Holowesko Citadel       | + 27 s           |

### 6eétape
| \| Classement de l'étape \| Classement de l'étape \| Classement de l'étape \| Classement de l'étape \| Classement de l'étape \| \| Coureur \| Coureur \| Pays \| Équipe \| Temps \| \| --------------------- \| --------------------- \| --------------------- \| --------------------- \| --------------------- \| \| 1er \| Matthew Gibson \| Royaume-Uni \| JLT Condor \| 3 h 33 min 16 s \| \| 2e \| Trond Trondsen \| Norvège \| Team Coop \| + 0 s \| \| 3e \| Nicolai Brøchner \| Danemark \| Holowesko Citadel \| + 0 s \| \| 4e \| Alexander Krieger \| Allemagne \| Leopard Pro Cycling \| + 0 s \| \| 5e \| Fabian Lienhard \| Suisse \| Holowesko Citadel \| + 0 s \| \| 6e \| Alois Kaňkovský \| Tchéquie \| Elkov-Author \| + 0 s \| \| 7e \| Cyrille Patoux \| France \| VC Pays de Loudéac \| + 0 s \| \| 8e \| Adrien Carpentier \| France \| CC Nogent-sur-Oise \| + 0 s \| \| 9e \| Thomas Stewart \| Royaume-Uni \| JLT Condor \| + 0 s \| \| 10e \| Johim Ariesen \| Pays-Bas \| Metec-TKH-Mantel \| + 0 s \| |                   |             |                     |                 |
| |                   |             |                     |                 |
| |                   |             |                     |                 |
| Classement de l'étape |                   |             |                     |                 |
| Coureur | Coureur           | Pays        | Équipe              | Temps           |
| 1er | Matthew Gibson    | Royaume-Uni | JLT Condor          | 3 h 33 min 16 s |
| 2e | Trond Trondsen    | Norvège     | Team Coop           | + 0 s           |
| 3e | Nicolai Brøchner  | Danemark    | Holowesko Citadel   | + 0 s           |
| 4e | Alexander Krieger | Allemagne   | Leopard Pro Cycling | + 0 s           |
| 5e | Fabian Lienhard   | Suisse      | Holowesko Citadel   | + 0 s           |
| 6e | Alois Kaňkovský   | Tchéquie    | Elkov-Author        | + 0 s           |
| 7e | Cyrille Patoux    | France      | VC Pays de Loudéac  | + 0 s           |
| 8e | Adrien Carpentier | France      | CC Nogent-sur-Oise  | + 0 s           |
| 9e | Thomas Stewart    | Royaume-Uni | JLT Condor          | + 0 s           |
| 10e | Johim Ariesen     | Pays-Bas    | Metec-TKH-Mantel    | + 0 s           |

| \| Classement général \| Classement général \| Classement général \| Classement général \| Classement général \| \| Coureur \| Coureur \| Pays \| Équipe \| Temps \| \| ------------------ \| -------------------- \| ------------------ \| ----------------------- \| ------------------ \| \| 1er \| Thomas Stewart \| Royaume-Uni \| JLT Condor \| 22 h 08 min 24 s \| \| 2e \| Bjørn Tore Hoem \| Norvège \| Joker Icopal \| + 1 s \| \| 3e \| Julius van den Berg \| Pays-Bas \| SEG Racing Academy \| + 3 s \| \| 4e \| Alexander Krieger \| Allemagne \| Leopard Pro Cycling \| + 5 s \| \| 5e \| Jonas Aaen Jørgensen \| Danemark \| Riwal CeramicSpeed \| + 5 s \| \| 6e \| Jason van Dalen \| Pays-Bas \| Delta Cycling Rotterdam \| + 9 s \| \| 7e \| Emil Vinjebo \| Danemark \| ColoQuick \| + 9 s \| \| 8e \| Trond Trondsen \| Norvège \| Team Coop \| + 14 s \| \| 9e \| John Murphy \| États-Unis \| Holowesko Citadel \| + 20 s \| \| 10e \| Matthew Gibson \| Royaume-Uni \| JLT Condor \| + 26 s \| |                      |             |                         |                  |
| |                      |             |                         |                  |
| |                      |             |                         |                  |
| Classement général |                      |             |                         |                  |
| Coureur | Coureur              | Pays        | Équipe                  | Temps            |
| 1er | Thomas Stewart       | Royaume-Uni | JLT Condor              | 22 h 08 min 24 s |
| 2e | Bjørn Tore Hoem      | Norvège     | Joker Icopal            | + 1 s            |
| 3e | Julius van den Berg  | Pays-Bas    | SEG Racing Academy      | + 3 s            |
| 4e | Alexander Krieger    | Allemagne   | Leopard Pro Cycling     | + 5 s            |
| 5e | Jonas Aaen Jørgensen | Danemark    | Riwal CeramicSpeed      | + 5 s            |
| 6e | Jason van Dalen      | Pays-Bas    | Delta Cycling Rotterdam | + 9 s            |
| 7e | Emil Vinjebo         | Danemark    | ColoQuick               | + 9 s            |
| 8e | Trond Trondsen       | Norvège     | Team Coop               | + 14 s           |
| 9e | John Murphy          | États-Unis  | Holowesko Citadel       | + 20 s           |
| 10e | Matthew Gibson       | Royaume-Uni | JLT Condor              | + 26 s           |

### 7eétape
| \| Classement de l'étape \| Classement de l'étape \| Classement de l'étape \| Classement de l'étape \| Classement de l'étape \| \| Coureur \| Coureur \| Pays \| Équipe \| Temps \| \| --------------------- \| ---------------------- \| --------------------- \| ----------------------- \| --------------------- \| \| 1er \| Matteo Moschetti \| Italie \| Polartec-Kometa \| 3 h 27 min 53 s \| \| 2e \| Connor Swift \| Royaume-Uni \| Madison Genesis \| + 0 s \| \| 3e \| Alexander Krieger \| Allemagne \| Leopard Pro Cycling \| + 0 s \| \| 4e \| Maximilien Picoux \| Belgique \| VC Rouen 76 \| + 0 s \| \| 5e \| Daniel Lyhne \| Danemark \| ColoQuick \| + 0 s \| \| 6e \| Luuc Bugter \| Pays-Bas \| Delta Cycling Rotterdam \| + 0 s \| \| 7e \| Miguel Bryon \| États-Unis \| Holowesko Citadel \| + 0 s \| \| 8e \| Jason van Dalen \| Pays-Bas \| Delta Cycling Rotterdam \| + 0 s \| \| 9e \| Thomas Stewart \| Royaume-Uni \| JLT Condor \| + 0 s \| \| 10e \| Asbjørn Kragh Andersen \| Danemark \| Virtu Cycling \| + 0 s \| |                        |             |                         |                 |
| |                        |             |                         |                 |
| |                        |             |                         |                 |
| Classement de l'étape |                        |             |                         |                 |
| Coureur | Coureur                | Pays        | Équipe                  | Temps           |
| 1er | Matteo Moschetti       | Italie      | Polartec-Kometa         | 3 h 27 min 53 s |
| 2e | Connor Swift           | Royaume-Uni | Madison Genesis         | + 0 s           |
| 3e | Alexander Krieger      | Allemagne   | Leopard Pro Cycling     | + 0 s           |
| 4e | Maximilien Picoux      | Belgique    | VC Rouen 76             | + 0 s           |
| 5e | Daniel Lyhne           | Danemark    | ColoQuick               | + 0 s           |
| 6e | Luuc Bugter            | Pays-Bas    | Delta Cycling Rotterdam | + 0 s           |
| 7e | Miguel Bryon           | États-Unis  | Holowesko Citadel       | + 0 s           |
| 8e | Jason van Dalen        | Pays-Bas    | Delta Cycling Rotterdam | + 0 s           |
| 9e | Thomas Stewart         | Royaume-Uni | JLT Condor              | + 0 s           |
| 10e | Asbjørn Kragh Andersen | Danemark    | Virtu Cycling           | + 0 s           |

## Classements finals

### Classement général final
| \| Classement général \| Classement général \| Classement général \| Classement général \| Classement général \| \| Coureur \| Coureur \| Pays \| Équipe \| Temps \| \| ------------------ \| -------------------- \| ------------------ \| ----------------------- \| ------------------ \| \| 1er \| Thomas Stewart \| Royaume-Uni \| JLT Condor \| 25 h 36 min 17 s \| \| 2e \| Alexander Krieger \| Allemagne \| Leopard Pro Cycling \| + 1 s \| \| 3e \| Bjørn Tore Hoem \| Norvège \| Joker Icopal \| + 1 s \| \| 4e \| Julius van den Berg \| Pays-Bas \| SEG Racing Academy \| + 3 s \| \| 5e \| Jonas Aaen Jørgensen \| Danemark \| Riwal CeramicSpeed \| + 5 s \| \| 6e \| Jason van Dalen \| Pays-Bas \| Delta Cycling Rotterdam \| + 9 s \| \| 7e \| Emil Vinjebo \| Danemark \| ColoQuick \| + 9 s \| \| 8e \| Trond Trondsen \| Norvège \| Team Coop \| + 14 s \| \| 9e \| John Murphy \| États-Unis \| Holowesko Citadel \| + 20 s \| \| 10e \| Matthew Gibson \| Royaume-Uni \| JLT Condor \| + 26 s \| |                      |             |                         |                  |
| |                      |             |                         |                  |
| Source : ProCyclingStats |                      |             |                         |                  |
| Classement général |                      |             |                         |                  |
| Coureur | Coureur              | Pays        | Équipe                  | Temps            |
| 1er | Thomas Stewart       | Royaume-Uni | JLT Condor              | 25 h 36 min 17 s |
| 2e | Alexander Krieger    | Allemagne   | Leopard Pro Cycling     | + 1 s            |
| 3e | Bjørn Tore Hoem      | Norvège     | Joker Icopal            | + 1 s            |
| 4e | Julius van den Berg  | Pays-Bas    | SEG Racing Academy      | + 3 s            |
| 5e | Jonas Aaen Jørgensen | Danemark    | Riwal CeramicSpeed      | + 5 s            |
| 6e | Jason van Dalen      | Pays-Bas    | Delta Cycling Rotterdam | + 9 s            |
| 7e | Emil Vinjebo         | Danemark    | ColoQuick               | + 9 s            |
| 8e | Trond Trondsen       | Norvège     | Team Coop               | + 14 s           |
| 9e | John Murphy          | États-Unis  | Holowesko Citadel       | + 20 s           |
| 10e | Matthew Gibson       | Royaume-Uni | JLT Condor              | + 26 s           |

### Classements annexes
| Classement par points | Classement par points | Classement par points | Classement par points     | Classement par points |
| Coureur               | Coureur               | Pays                  | Équipe                    | Points                |
| --------------------- | --------------------- | --------------------- | ------------------------- | --------------------- |
| 1er                   | Matthew Gibson        | Royaume-Uni           | JLT Condor                | 85 pts                |
| 2e                    | Matteo Moschetti      | Italie                | Polartec-Kometa           | 80 pts                |
| 3e                    | Fabian Lienhard       | Suisse                | Holowesko Citadel         | 78 pts                |
| 4e                    | Nicolai Brøchner      | Danemark              | Holowesko Citadel         | 78 pts                |
| 5e                    | Alexander Krieger     | Allemagne             | Leopard Pro Cycling       | 69 pts                |
| 6e                    | Cees Bol              | Pays-Bas              | SEG Racing Academy        | 63 pts                |
| 7e                    | Trond Trondsen        | Norvège               | Team Coop                 | 61 pts                |
| 8e                    | Jason van Dalen       | Pays-Bas              | Delta Cycling Rotterdam   | 47 pts                |
| 9e                    | Johim Ariesen         | Pays-Bas              | Metec-TKH-Mantel          | 44 pts                |
| 10e                   | Clément Orceau        | France                | Vendée U Pays de la Loire | 42 pts                |

| Classement par points | Classement par points | Classement par points | Classement par points     | Classement par points |
| Coureur               | Coureur               | Pays                  | Équipe                    | Points                |
| --------------------- | --------------------- | --------------------- | ------------------------- | --------------------- |
| 1er                   | Matthew Gibson        | Royaume-Uni           | JLT Condor                | 85 pts                |
| 2e                    | Matteo Moschetti      | Italie                | Polartec-Kometa           | 80 pts                |
| 3e                    | Fabian Lienhard       | Suisse                | Holowesko Citadel         | 78 pts                |
| 4e                    | Nicolai Brøchner      | Danemark              | Holowesko Citadel         | 78 pts                |
| 5e                    | Alexander Krieger     | Allemagne             | Leopard Pro Cycling       | 69 pts                |
| 6e                    | Cees Bol              | Pays-Bas              | SEG Racing Academy        | 63 pts                |
| 7e                    | Trond Trondsen        | Norvège               | Team Coop                 | 61 pts                |
| 8e                    | Jason van Dalen       | Pays-Bas              | Delta Cycling Rotterdam   | 47 pts                |
| 9e                    | Johim Ariesen         | Pays-Bas              | Metec-TKH-Mantel          | 44 pts                |
| 10e                   | Clément Orceau        | France                | Vendée U Pays de la Loire | 42 pts                |

| Classement de la montagne | Classement de la montagne | Classement de la montagne | Classement de la montagne | Classement de la montagne |
| Coureur                   | Coureur                   | Pays                      | Équipe                    | Points                    |
| ------------------------- | ------------------------- | ------------------------- | ------------------------- | ------------------------- |
| 1er                       | Théo Nicolas              | France                    | VC Rouen 76               | 50 pts                    |
| 2e                        | Torkil Veyhe              | îles Féroé                | Virtu Cycling             | 16 pts                    |
| 3e                        | Krister Hagen             | Norvège                   | Team Coop                 | 14 pts                    |
| 4e                        | Louis Bendixen            | Danemark                  | Team Coop                 | 7 pts                     |
| 5e                        | Fabien Rondeau            | France                    |                           | 7 pts                     |
| 6e                        | Jonas Aaen Jørgensen      | Danemark                  | Riwal CeramicSpeed        | 5 pts                     |
| 7e                        | Cees Bol                  | Pays-Bas                  | SEG Racing Academy        | 5 pts                     |
| 8e                        | Jan Bárta                 | Tchéquie                  | Elkov-Author              | 5 pts                     |
| 9e                        | Jonas Gregaard Wilsly     | Danemark                  | Riwal CeramicSpeed        | 5 pts                     |
| 10e                       | Vojtěch Hačecký           | Tchéquie                  | Elkov-Author              | 5 pts                     |

| Classement de la montagne | Classement de la montagne | Classement de la montagne | Classement de la montagne | Classement de la montagne |
| Coureur                   | Coureur                   | Pays                      | Équipe                    | Points                    |
| ------------------------- | ------------------------- | ------------------------- | ------------------------- | ------------------------- |
| 1er                       | Théo Nicolas              | France                    | VC Rouen 76               | 50 pts                    |
| 2e                        | Torkil Veyhe              | îles Féroé                | Virtu Cycling             | 16 pts                    |
| 3e                        | Krister Hagen             | Norvège                   | Team Coop                 | 14 pts                    |
| 4e                        | Louis Bendixen            | Danemark                  | Team Coop                 | 7 pts                     |
| 5e                        | Fabien Rondeau            | France                    |                           | 7 pts                     |
| 6e                        | Jonas Aaen Jørgensen      | Danemark                  | Riwal CeramicSpeed        | 5 pts                     |
| 7e                        | Cees Bol                  | Pays-Bas                  | SEG Racing Academy        | 5 pts                     |
| 8e                        | Jan Bárta                 | Tchéquie                  | Elkov-Author              | 5 pts                     |
| 9e                        | Jonas Gregaard Wilsly     | Danemark                  | Riwal CeramicSpeed        | 5 pts                     |
| 10e                       | Vojtěch Hačecký           | Tchéquie                  | Elkov-Author              | 5 pts                     |

| Classement des sprints | Classement des sprints | Classement des sprints | Classement des sprints      | Classement des sprints |
| Coureur                | Coureur                | Pays                   | Équipe                      | Points                 |
| ---------------------- | ---------------------- | ---------------------- | --------------------------- | ---------------------- |
| 1er                    | Luuc Bugter            | Pays-Bas               | Delta Cycling Rotterdam     | 23 pts                 |
| 2e                     | Bjørn Tore Hoem        | Norvège                | Joker Icopal                | 10 pts                 |
| 3e                     | Justin Timmermans      | Pays-Bas               | Delta Cycling Rotterdam     | 8 pts                  |
| 4e                     | Richard Handley        | Royaume-Uni            | Madison Genesis             | 8 pts                  |
| 5e                     | Jonas Aaen Jørgensen   | Danemark               | Riwal CeramicSpeed          | 6 pts                  |
| 6e                     | Krister Hagen          | Norvège                | Team Coop                   | 6 pts                  |
| 7e                     | Nicolas Primas         | France                 |                             | 6 pts                  |
| 8e                     | Tom Wirtgen            | Luxembourg             | AGO-Aqua Service            | 5 pts                  |
| 9e                     | Jonas Abrahamsen       | Norvège                | Uno-X Norwegian Development | 5 pts                  |
| 10e                    | Maximilien Picoux      | Belgique               | VC Rouen 76                 | 5 pts                  |

| Classement des sprints | Classement des sprints | Classement des sprints | Classement des sprints      | Classement des sprints |
| Coureur                | Coureur                | Pays                   | Équipe                      | Points                 |
| ---------------------- | ---------------------- | ---------------------- | --------------------------- | ---------------------- |
| 1er                    | Luuc Bugter            | Pays-Bas               | Delta Cycling Rotterdam     | 23 pts                 |
| 2e                     | Bjørn Tore Hoem        | Norvège                | Joker Icopal                | 10 pts                 |
| 3e                     | Justin Timmermans      | Pays-Bas               | Delta Cycling Rotterdam     | 8 pts                  |
| 4e                     | Richard Handley        | Royaume-Uni            | Madison Genesis             | 8 pts                  |
| 5e                     | Jonas Aaen Jørgensen   | Danemark               | Riwal CeramicSpeed          | 6 pts                  |
| 6e                     | Krister Hagen          | Norvège                | Team Coop                   | 6 pts                  |
| 7e                     | Nicolas Primas         | France                 |                             | 6 pts                  |
| 8e                     | Tom Wirtgen            | Luxembourg             | AGO-Aqua Service            | 5 pts                  |
| 9e                     | Jonas Abrahamsen       | Norvège                | Uno-X Norwegian Development | 5 pts                  |
| 10e                    | Maximilien Picoux      | Belgique               | VC Rouen 76                 | 5 pts                  |

| Classement du meilleur jeune | Classement du meilleur jeune | Classement du meilleur jeune | Classement du meilleur jeune | Classement du meilleur jeune |
| Coureur                      | Coureur                      | Pays                         | Équipe                       | Temps                        |
| ---------------------------- | ---------------------------- | ---------------------------- | ---------------------------- | ---------------------------- |
| 1er                          | Julius van den Berg          | Pays-Bas                     | SEG Racing Academy           | 25 h 36 min 20 s             |
| 2e                           | Jason van Dalen              | Pays-Bas                     | Delta Cycling Rotterdam      | + 6 s                        |
| 3e                           | Emil Vinjebo                 | Danemark                     | ColoQuick                    | + 6 s                        |
| 4e                           | Trond Trondsen               | Norvège                      | Team Coop                    | + 11 s                       |
| 5e                           | Matthew Gibson               | Royaume-Uni                  | JLT Condor                   | + 23 s                       |
| 6e                           | Fabian Lienhard              | Suisse                       | Holowesko Citadel            | + 24 s                       |
| 7e                           | Cees Bol                     | Pays-Bas                     | SEG Racing Academy           | + 29 s                       |
| 8e                           | Nicolai Brøchner             | Danemark                     | Holowesko Citadel            | + 36 s                       |
| 9e                           | Clément Orceau               | France                       | Vendée U Pays de la Loire    | + 40 s                       |
| 10e                          | Connor Swift                 | Royaume-Uni                  | Madison Genesis              | + 44 s                       |

| Classement du meilleur jeune | Classement du meilleur jeune | Classement du meilleur jeune | Classement du meilleur jeune | Classement du meilleur jeune |
| Coureur                      | Coureur                      | Pays                         | Équipe                       | Temps                        |
| ---------------------------- | ---------------------------- | ---------------------------- | ---------------------------- | ---------------------------- |
| 1er                          | Julius van den Berg          | Pays-Bas                     | SEG Racing Academy           | 25 h 36 min 20 s             |
| 2e                           | Jason van Dalen              | Pays-Bas                     | Delta Cycling Rotterdam      | + 6 s                        |
| 3e                           | Emil Vinjebo                 | Danemark                     | ColoQuick                    | + 6 s                        |
| 4e                           | Trond Trondsen               | Norvège                      | Team Coop                    | + 11 s                       |
| 5e                           | Matthew Gibson               | Royaume-Uni                  | JLT Condor                   | + 23 s                       |
| 6e                           | Fabian Lienhard              | Suisse                       | Holowesko Citadel            | + 24 s                       |
| 7e                           | Cees Bol                     | Pays-Bas                     | SEG Racing Academy           | + 29 s                       |
| 8e                           | Nicolai Brøchner             | Danemark                     | Holowesko Citadel            | + 36 s                       |
| 9e                           | Clément Orceau               | France                       | Vendée U Pays de la Loire    | + 40 s                       |
| 10e                          | Connor Swift                 | Royaume-Uni                  | Madison Genesis              | + 44 s                       |

#### Classement par équipes
| Classement par équipes | Classement par équipes  | Classement par équipes | Classement par équipes |
| Équipe                 | Équipe                  | Pays                   | Temps                  |
| ---------------------- | ----------------------- | ---------------------- | ---------------------- |
| 1re                    | SEG Racing Academy      | Pays-Bas               | 76 h 50 min 36 s       |
| 2e                     | JLT Condor              | Royaume-Uni            | + 6 s                  |
| 3e                     | Team Joker Icopal       | Norvège                | + 6 s                  |
| 4e                     | Holowesko-Citadel       | États-Unis             | + 16 s                 |
| 5e                     | Delta Cycling Rotterdam | Pays-Bas               | + 19 s                 |
| 6e                     | Coop                    | Norvège                | + 21 s                 |
| 7e                     | AGO-Aqua Service        | Belgique               | + 54 s                 |
| 8e                     | Elkov-Author            | Tchéquie               | + 54 s                 |
| 9e                     | Virtu Cycling           | Danemark               | + 1 min 10 s           |
| 10e                    | Madison Genesis         | Royaume-Uni            | + 7 min 03 s           |

### UCI Europe Tour
Ce Tour de Normandie attribue des points pour l'UCI Europe Tour 2018, y compris aux coureurs faisant partie d'une équipe ayant un label WorldTeam. De plus la course donne le même nombre de points individuellement à tous les coureurs pour le Classement mondial UCI 2018.
| Position           | 1er | 2e | 3e | 4e | 5e | 6e | 7e | 8e à 10e |
| Classement général | 40  | 30 | 25 | 20 | 15 | 10 | 5  | 3        |
| Par étape          | 7   | 3  | 1  |    |    |    |    |          |
| Leader, par étape  | 1   |    |    |    |    |    |    |          |

## Liste des participants
| Légende                                | Légende                                                                                                  | Légende                                | Légende                                                                                                  |
| -------------------------------------- | --- | -------------------------------------- | --- |
| Num                                    | Dossard de départ porté par le coureur sur ce Tour de Normandie                                          | Pos                                    | Position finale au classement général                                                                    |
| Leader du classement général           | Indique le vainqueur du classement général                                                               | Leader du classement par points        | Indique le vainqueur du classement par points                                                            |
| Leader du classement de la montagne    | Indique le vainqueur du classement de la montagne                                                        | Leader du classement des points chauds | Indique le vainqueur du classement des points chauds                                                     |
| Leader du classement du meilleur jeune | Indique le vainqueur du classement du meilleur jeune                                                     |                                        | Indique un maillot de champion national ou mondial, suivi de sa spécialité                               |
| #                                      | Indique la meilleure équipe                                                                              | NP                                     | Indique un coureur qui n'a pas pris le départ d'une étape, suivi du numéro de l'étape où il s'est retiré |
| AB                                     | Indique un coureur qui n'a pas terminé une étape, suivi du numéro de l'étape où il s'est retiré          | HD                                     | Indique un coureur qui a terminé une étape hors des délais, suivi du numéro de l'étape                   |
| *                                      | Indique un coureur en lice pour le classement du meilleur jeune (coureurs nés après le 1er janvier 1993) |                                        | |